# Gröbenbach
Der Gröbenbach ist ein mitsamt seinem Oberlauf Holzbach etwa 22 km langer, rechter Zufluss der Amper in der Stadt Dachau im oberbayerischen Landkreis Dachau.

## Verlauf
Der Gröbenbach und die meisten seiner Nebenbäche (Erlbach, Fischbach, Langwieder Bach) entstehen am Fuße des Parsbergs (569 m ü. NHN) und der Aubinger Lohe (541 m ü. NHN), wo Grundwasser führende Schichten (Flinz) an die Oberfläche treten. Der Gröbenbach selbst entspringt als Holzbach in der Nähe des Germeringer Sees auf dem Gebiet der Stadt Germering. Er fließt dann durch Puchheim und Gröbenzell, wo er streckenweise (seit der Konstituierung von Gröbenzell als eigenständige Gemeinde im Jahr 1952) die Grenze zur Landeshauptstadt München bildet. Weiter fließt der Gröbenbach durch das westliche Dachauer Moos am Rand des Gemarkung der Stadt Olching und durch die Ortsteile Eschenried und Gröbenried der Gemeinde Bergkirchen bis nach Dachau, wo etwa 250 m nördlich der B 471 eine Pegelstation des Wasserwirtschaftsamts München steht. Kurz vor der Mündung in die Amper wird in Dachau ein Großteil des Wassers abgeleitet. Dieses fließt im Bett des Dachau-Schleißheimer Kanals zunächst nach Osten und dann über den Pollnbach im Dachauer Stadtteil Polln in die Würm, die kurz darauf ebenfalls wie der Gröbenbach von rechts in die Amper mündet.
Regelmäßige Trockenheit in den späten 2010er Jahren haben inzwischen dazu geführt, dass sich das Quellgebiet des Gröbenbaches um einige Hundert Meter verlagert hat. Ein Abfluss des Germeringer Sees, der früher nur einer von mehreren Zuflüssen des Baches war, muss jetzt als neue Quelle betrachtet werden. Das bachaufwärts liegende Bett lag bereits im Jahr 2020 trocken, 2022 blieb der Bach wegen zu geringer Niederschläge sogar bis in den Ortsbereich von Puchheim ohne Durchfluss.

## Zuflüsse
Ursprung des anfangs Holzbach genannten Gröbenbachs westlich von Germering.
- Passiert den Germeringer See am linken Ufer, 2,5 ha
- Krautgartengraben, von rechts nach Puchheim-Ort
- An der Plany, von links nach der Marienkapelle nahe Puchheim-Bahnhof
- Kleine Mauken, von rechts an der Stadtgrenze von München
- Große Mauken, von rechts an der Münchner Stadtgrenze gegenüber dem Golfplatz von Puchheim
- Mühlstetter Graben, von links aus Puchheim
- Weihergraben, von rechts am Gebietsdreieck München/Puchheim/Gröbenzell
- Kleiner Ascherbach, von links vor der Ortsmitte von Gröbenzell
- Erlbach, von rechts bei München-Freiland, 6,1 km und 25,8 km²
- Scharinnenbach, von rechts am Gebietsdreieck München/Gröbenzell/Bergkirchen
- Fischbach, von rechts bei Bergkirchen-Birkenhof, 5,8 km mit Oberlauf Lohwiesengraben und 4,0 km²
- Schwefelgraben, von rechts auf dem Golfplatz bei Eschenried, Gemeinde Bergkirchen
- Langwieder Bach, von rechts am Ortsanfang von Bergkirchen-Gröbenried, 6,6 km und 20,0 km²; ebenfalls vom Oberlauf Lohwiesengraben des Fischbachs gespeist
- Krebsbach, von rechts bei Waldschwaige, Gemeinde Karlsfeld
- → (Abzweig des Dachau-Schleißheimer Kanals), nach rechts an der Schleißheimer Straße in Dachau-Obermoosschwaige

Mündung des Gröbenbachs von rechts und Süden in die Amper nach der Flussbrücke der Martin-Huber-Straße in Dachau.

## Charakter und Umgebung
Der Gröbenbach, ursprünglich ein mäandernder Wiesen- und Moosbach, ist heute fast in seinem gesamten Verlauf begradigt und kanalisiert.

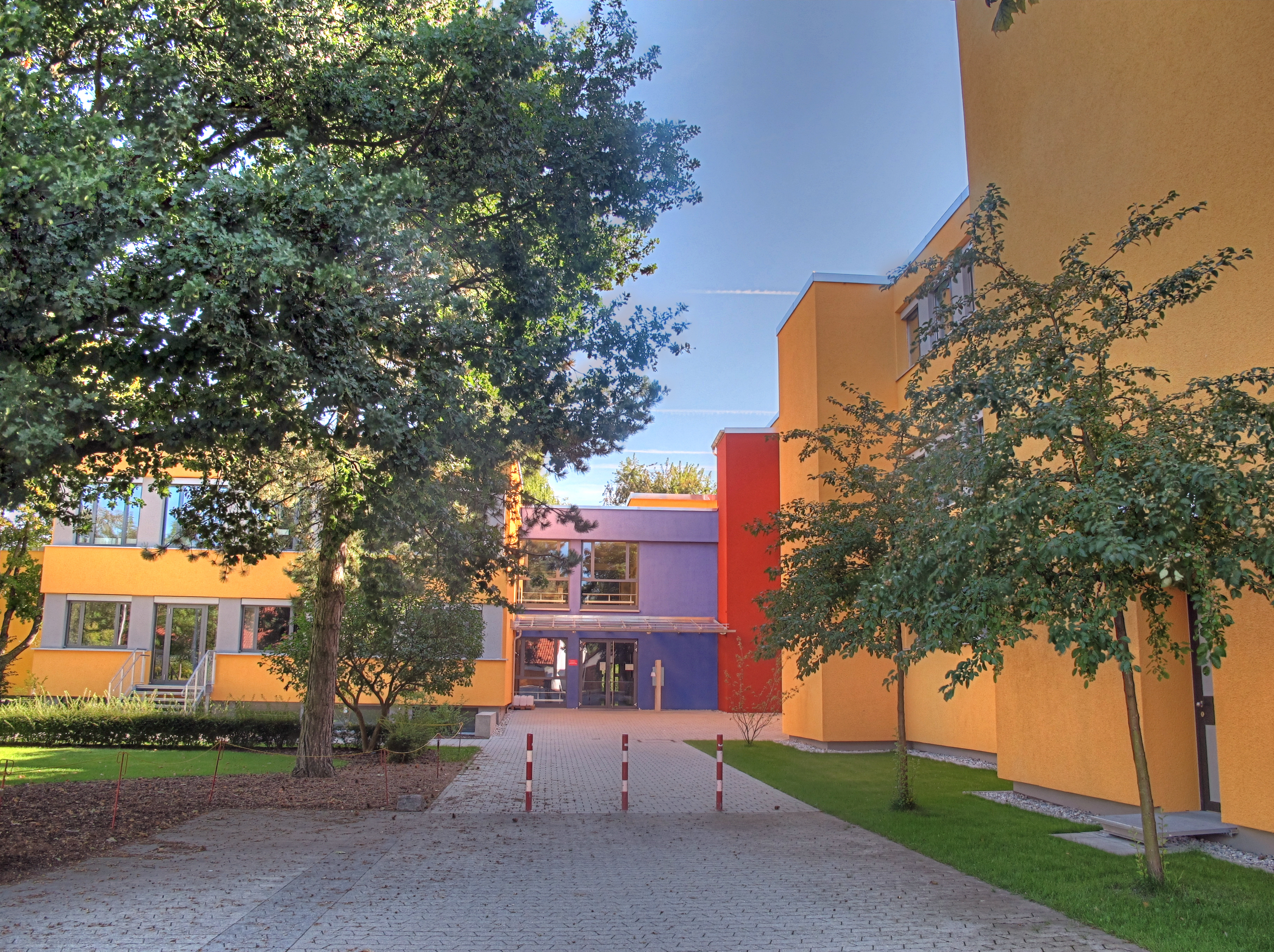
Gröbenbachschule in Gröbenzell, neben der Gröbenbachstraße am Gröbenbach

Lediglich zwischen Puchheim und Puchheim-Bahnhof wurden auf einer Strecke von mehreren hundert Metern Renaturierungsmaßnahmen durchgeführt. Die Große Karte von Bayern von Philipp Apian, entstanden um 1560, lässt vermuten, dass der Oberlauf des Gröbenbachs ursprünglich in den Ascherbach überging und bereits bei Feldgeding, einem Ortsteil der Gemeinde Bergkirchen, in die Amper mündete. Der Topographische Atlas vom Königreich Bayern aus dem Jahre 1812 zeigt den Gröbenbach in seinem heutigen Verlauf, allerdings noch unbegradigt. Etwa dort, wo der Gröbenbach heute die Bundesautobahn A8 unterquert, begann dieser Karte zufolge ein gerader Kanal zur Würm (ehem. „Gröbenkanal“). Der Verlauf des 1687 angelegten, inzwischen verfüllten, ursprünglich dem Nordmünchner Kanalsystem zugerechneten Kanalbetts wird allerdings immer noch durch den in diesem Abschnitt auffallend geradlinigen Verlauf der Münchener Stadtgrenze markiert.

Quellgebiet des Gröbenbachs unterhalb des Parsbergs bei Germering
Hinweistafel auf die Renaturierung im Bereich von Puchheim
Gröbenbach bei Puchheim
Gröbenbach in Puchheim-Bahnhof
Gröbenbach in Gröbenzell (Unterquerung der Bahnstrecke München–Augsburg)
Mündung des Langwieder Bachs in den Gröbenbach bei Gröbenried
Pegelstation im Süden von Dachau
Ausleitung des Gröbenbachs in den Schleißheimer Kanal
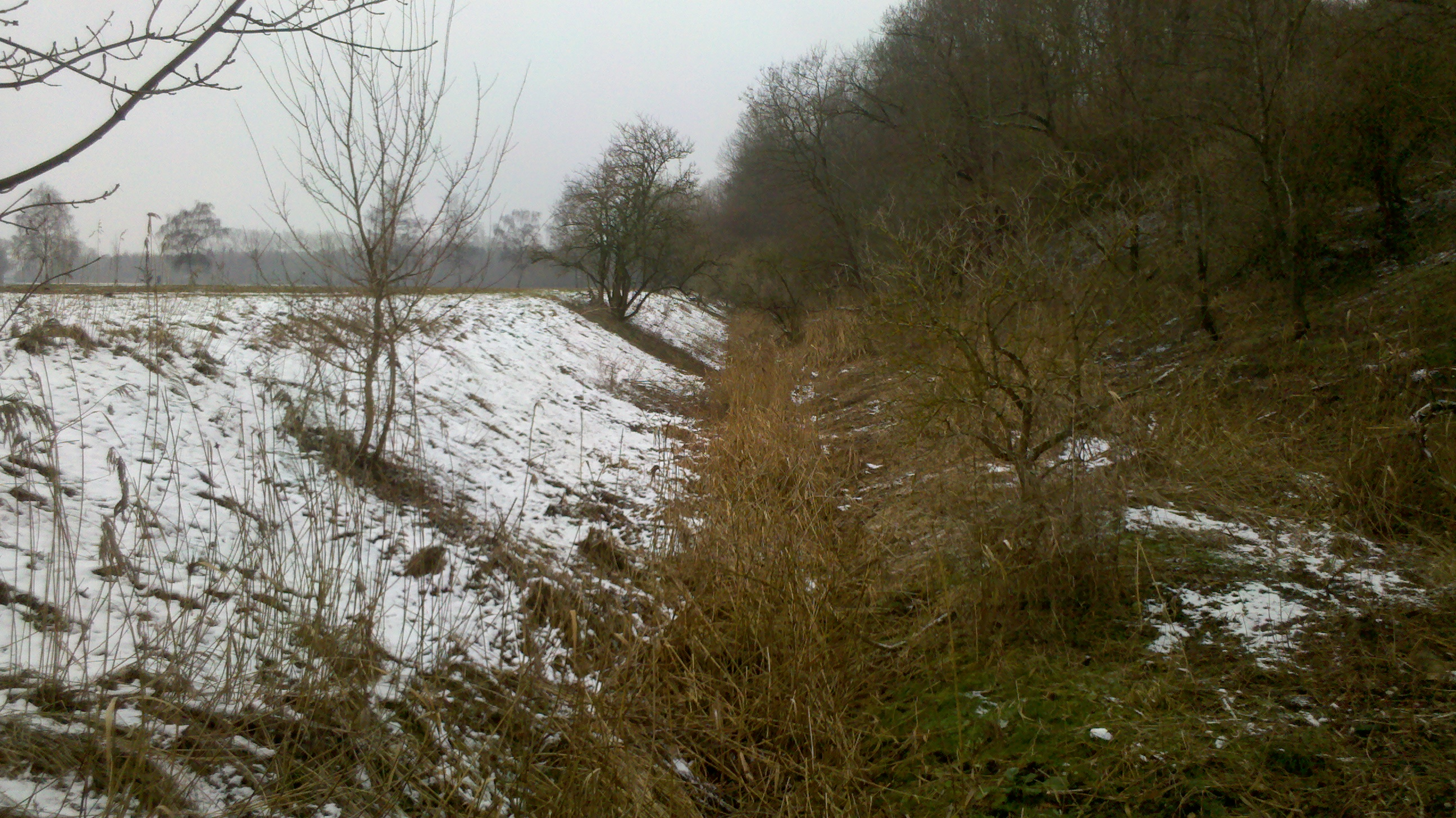
Zufluss An der Planie kurz vor der Mündung in den Gröbenbach